# 1er corps de cavalerie (Allemagne)
Pour les articles homonymes, voir 1er corps d'armée.
Le 1er corps de cavalerie (en allemand Generalkommando I. Kavalleriekorps) était un corps d'armée de l'armée de terre allemande, la Heer, actif pendant la Seconde Guerre mondiale.

## Historique
Le Kavalleriekorps est formé le 25 mai 1944 dans le Wehrkreis Generalgouvernement à partir d’éléments du LXXVIII corps d'Armée pour prendre le commandement des diverses unités de cavalerie. Il devient le Generalkommando I. Kavalleriekorps en février 1945. 
Le 1er corps de cavalerie prend part à la retraite à la suite de l'effondrement du groupe d'armées Centre (Heeresgruppe Mitte) et plus tard combat en Prusse-Orientale. En décembre, il est transféré en Hongrie pour participer aux combats pour tenter de briser le siège de Budapest.

## Organisation

### Commandants successifs
| Date                              | Grade                  | Commandant       |
| --------------------------------- | ---------------------- | ---------------- |
| 25 mai 1944 - 22 juin 1944        | Generalmajor           | Oswin Groling    |
| 22 juin 1944 - 1er septembre 1944 | Generalleutnant        | Gustav Harteneck |
| 1er septembre 1944 - Mai 1945     | General der Kavallerie | Gustav Harteneck |

## Théâtres d'opérations
- Front de l'Est : juin 1944 - mai 1945

## Ordre de batailles

### Rattachement d'Armées
| Date       | Armée                              | Groupe d'Armées          |
| ---------- | ---------------------------------- | ------------------------ |
| 1944       |                                    |                          |
| 1er juin   | Armee z. Vfg.                      | W.K. Generalgouvernement |
| 8 juin     | 2. Armee                           | Heeresgruppe Mitte       |
| 4 juillet  | Gruppe v. Vormann (ehem. 9. Armee) | Heeresgruppe Mitte       |
| 17 juillet | 2. Armee                           | Heeresgruppe Mitte       |
| Novembre   | 4. Armee                           | Heeresgruppe Mitte       |
| 1945       |                                    |                          |
| Janvier    | 6. Armee                           | Heeresgruppe Süd         |
| Avril      | 2. Panzerarmee                     | Heeresgruppe Süd         |
| Mai        | 2. Panzerarmee                     | Heeresgruppe Südost      |

### Organigramme
Unités organiques du corps d'armée (Korpstruppen)
- Arko 35
- Kav. Korps-Nachrichten-Abteilung 478
- Korps-Nachshubtruppen 478

### Unités rattachées au corps d'armée
16 septembre 1944
- 3. Kavallerie-Brigade
- 4. Kavallerie-Brigade
- 14. Infanterie-Division
- 129. Infanterie-Division
- 102. Infanterie-Division

1er mars 1945
- VIII. ungarisches Korps
- 6. Panzer-Division
- 3. Kavallerie-Division
- 96. Infanterie-Division
- 711. Infanterie-Division
- 23. ungarische Division

## Sources
- (de) I. Kavallerie-Korps sur lexikon-der-wehrmacht.de